# Patrick de Radiguès
Patrick de Radiguès (* 25. Juli 1956 in Löwen) ist ein belgischer Segler sowie ehemaliger Motorrad- und Autorennfahrer. Er ist der ältere Bruder von Didier de Radiguès.

## Karriere als Rennfahrer
Patrick de Radiguès begann seine Karriere im Motorradsport. 1984 gewann er zusammen mit Jean-Pierre Oudin auf Suzuki den Bol d’Or und 1989 wurde er Gesamtzweiter in der FIM Endurance World Championship, der Langstrecken-Weltmeisterschaft der FIM. Schon während der Motorradzeit bestritt de Radiguès auch Autorennen. Mehrmals bestritt er das 24-Stunden-Rennen von Spa-Francorchamps, wo er 1989 gemeinsam mit Andy Bovensiepen und Georg Memminger auf einem BMW M3 Siebter in der Gesamtwertung wurde.
1988 ging er gemeinsam mit Max Cohen-Olivar auf einem von Courage Compétition gemeldeten Cougar C12 ins Rennen, wurde aber mangles zurückgelegter Distanz nicht gewertet.

## Segler
Nach dem Ende der Motorsportkarriere wandte er sich dem Segelsport zu und wurde Skipper bei Hochseeregatten. Er beteiligte sich an den Vendée Globes 1996/1997 und 2000/2001 und wurde 1996 Fünfter bei der Transat Québec Saint-Malo. Außerdem segelte bei der Transat Jacques Vabre.

## Statistik

### Le-Mans-Ergebnisse
| Jahr | Team                 | Fahrzeug   | Teamkollege      | Platzierung     | Ausfallgrund |
| ---- | -------------------- | ---------- | ---------------- | --------------- | ------------ |
| 1988 | Primagaz Compétition | Cougar C12 | Max Cohen-Olivar | nicht klassiert |              |